# Proserpina (Powers)
Proserpina (Proserpine) è un busto realizzato dallo scultore neoclassico statunitense Hiram Powers. Esistono varie versioni marmoree di questa scultura, conservate in vari musei degli Stati Uniti d'America, come il museo d'arte di Cincinnati o il museo di Grand Rapids, nel Michigan. La prima versione in marmo risale al 1844 e si trova al museo d'arte di Filadelfia.

## Storia

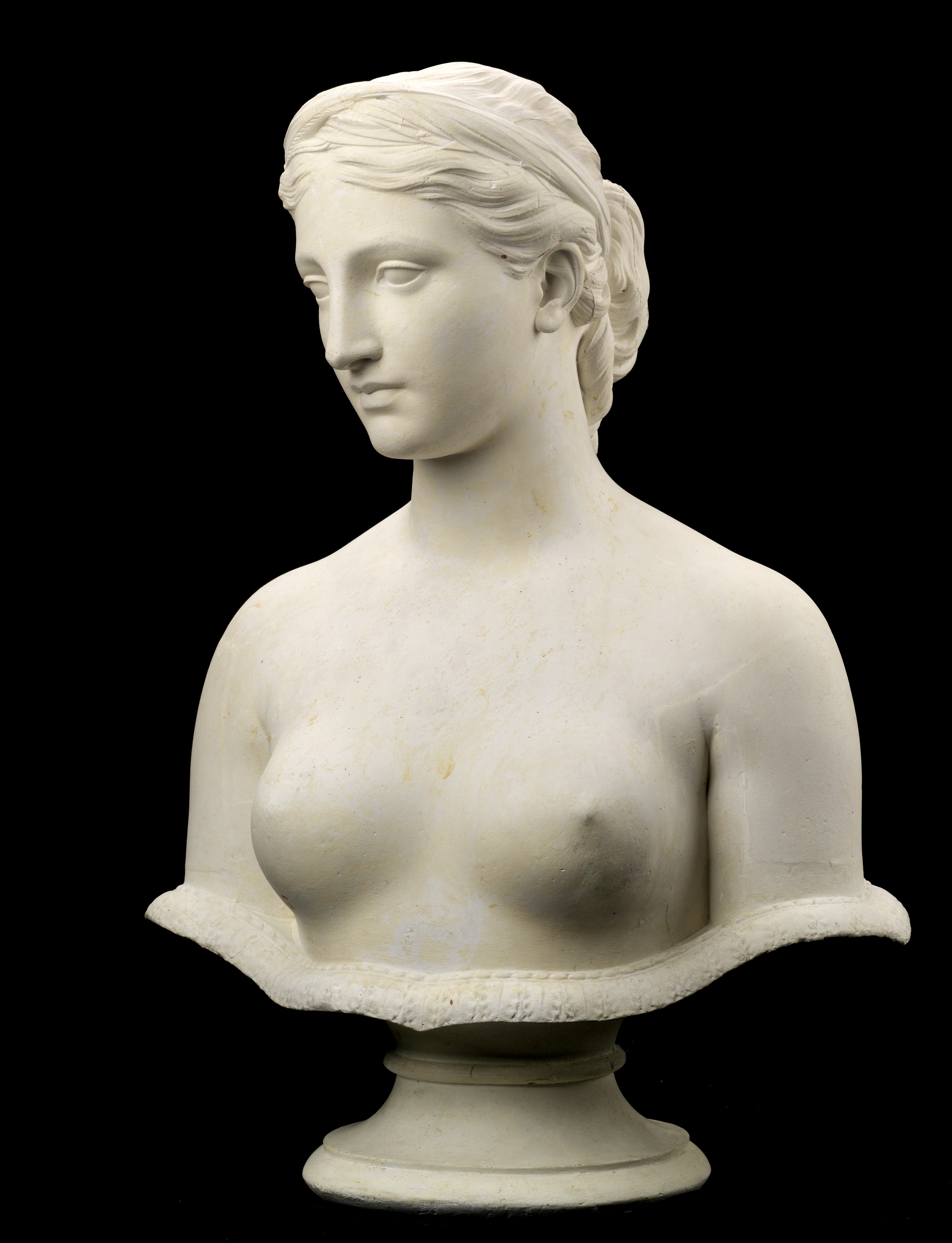
Il modello in gesso del busto conservato a Washington.

Hiram Powers fu uno degli scultori statunitensi più famosi del diciannovesimo secolo, fu attivo a Firenze ma era sempre attento alle commissioni provenienti dalla sua terra d'origine. Egli era noto sia per le sculture a figura intera che per i busti. La Proserpina venne commissionata da Reuben Springer e venne scolpita intorno al 1844, dopo la creazione di un modello in gesso che oggi si trova allo Smithsonian American Art Museum di Washington. L'opera veniva definita un "busto ideale in marmo", come si legge nel catalogo per l'esposizione italiana che si svolse a Firenze nel 1861. Negli anni successivi alla creazione della prima versione, vennero realizzate varie repliche dell'opera, rendendola una delle sculture più replicate di un artista statunitense del XIX secolo.

## Descrizione
Questo busto raffigura la dea romana Proserpina (nota ai greci come Persefone): nella mitologia romana, ella era la figlia di Cerere e di Giove, che secondo il mito venne rapita dal dio Plutone (Ade per i greci) affinché egli la rendesse la sua consorte nel regno degli inferi. Su richiesta di Cerere, Plutone le permise di ritornare nel mondo dei vivi per un certo periodo dell'anno, mentre l'altro periodo l'avrebbe dovuto passare nell'Ade. La sua partenza per gli inferi corrispondeva all'inizio della stagione invernale, mentre il suo ritorno corrispondeva all'inizio della primavera.
La divinità è raffigurata a petto nudo, dal seno in su. Ella indossa una fascia fatta di spighe di grano, che richiamano l'agricoltura, della quale Cerere era la dea protettrice nella mitologia romana. La base del busto è circondata da un anello fatto di foglie di acanto, che simboleggiano l'immortalità della dea, in quanto ella era in grado di lasciare il mondo dei morti per tornare in quello dei vivi ogni anno. In origine, Hiram Powers voleva inserire come anello che dividesse il ritratto dal piedistallo un cesto intrecciato pieno di fiori, ma una volta scolpita la primissima versione (quella di Filadelfia) si rese conto che era una scelta troppo costosa e che impiegava troppo tempo, perciò optò per le foglie d'acanto per i busti successivi. Il modello in gesso vasintoniano non presenta nemmeno le foglie d'acanto, né sul bordo né sul piedistallo. 
Hiram Powers scelse spesso dei soggetti femminili per i propri busti, e Proserpina fa parte di una serie di donne mitologiche o letterarie accomunate da una storia turbolenta o comunque difficile: prima di scolpire la Proserpina, Powers aveva realizzato un busto di Ginevra, la regina del ciclo arturiano che tradì suo marito quando si invaghì di Lancillotto; Proserpina è costretta a stare con Plutone in quanto ha mangiato un frutto che la obbliga a restare nell'Ade. Un'altra figura del genere è Eva, un personaggio biblico, che Powers rappresentò dapprima mentre viene tentata dal serpente e poi quando si pente del peccato da lei commesso.